# Baffi a manubrio

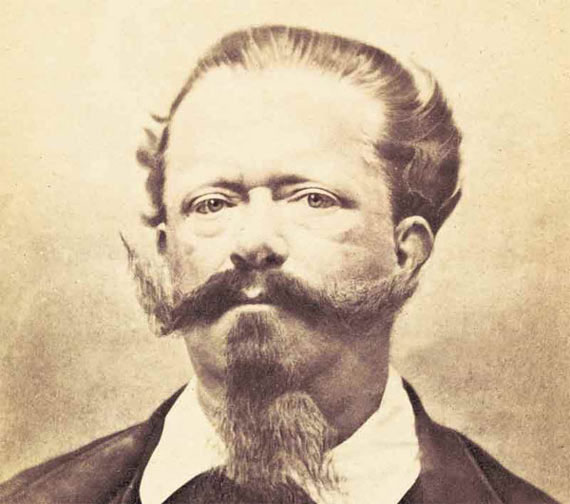
Vittorio Emanuele II

I baffi a manubrio sono un tipo di baffi lunghi e le cui estremità sono ricurve verso l'alto. I baffi a manubrio possono essere di varie misure, divisi nel mezzo o meno, e necessitano cure costanti. Se le punte non sono arricciate, prendono il nome di baffi alla francese. Il loro nome allude alla somiglianza che essi hanno con i manubri delle biciclette.

## Storia
I baffi a manubrio hanno diversi antecedenti nell'antichità, come confermano diverse statue celtiche dell'età del ferro ritraenti uomini dai folti baffi ricurvi.
I baffi a manubrio si diffusero dalla metà dell'Ottocento come confermano diverse personalità storiche che li portavano, fra cui Vittorio Emanuele II e alcuni dei più noti personaggi del selvaggio West, compresi Wyatt Earp e Buffalo Bill.
Nel 1974 venne fondato a Londra l'Handlebar Club, un'associazione per gentiluomini frequentata da sole persone con i baffi a manubrio. Durante i primi anni duemila, il taglio tornò di moda e venne adottato dalla sottocultura hipster, che combina un abbigliamento intenzionalmente trasandato a baffi e barbe curate. Con il passare del tempo, i baffi a manubrio si vennero a identificare con gli uomini italiani, da cui il soprannome ironico di spaghetti moustache ("baffi degli spaghetti").